# Odontomachus assiniensis
Odontomachus assiniensis es una especie de hormiga del género Odontomachus, familia Formicidae. Fue descrita científicamente por Emery en 1892.
Se distribuye por Benín, Camerún, República Centroafricana, Congo, República Democrática del Congo, Gabón, Ghana, Guinea, Costa de Marfil, Kenia, Mozambique, Ruanda, Sudáfrica, Tanzania, Togo, Uganda, Zambia y Malasia. Se ha encontrado a elevaciones de hasta 1800 metros. Habita en selvas tropicales, pantanos, bosques húmedos y ribereños.